# Голгофа (Київ)
«Голгофа» — панорама, що містилася з січня 1902 року по 1934 рік на Володимирській гірці у Києві в спеціальному приміщенні. Являла собою зображення біблійного сюжету про розп'яття Ісуса Христа.

## Історія
Автори — віденські художники Бруно Пігльгайн (Bruno Piglhein), Йозеф Крігер (Josef Krieger) і Карл Губерт Фрош (Karl Hubert Frosch) створили її для віденської виставки 1892 року. Перший відповідав за загальну композицію і людські фігури, тоді як останні — за конкретні деталі. У роботі також брали участь інші митці.
Після пожежі у Відні панораму було реставровано і перевезено до Києва. Будівництво обійшлось у 18 тисяч рублів, проте окупилося вже за два місяці через її велику популярність. Полотно завдовжки майже 100 метрів і 12 заввишки вражало людей не стільки масштабами, скільки своєю достовірністю.
З 1934 року полотно зберігалося у антирелігійному музеї в Успенському соборі Києво-Печерської лаври, й було втрачено внаслідок підриву собору в 1941 році.

## Копії

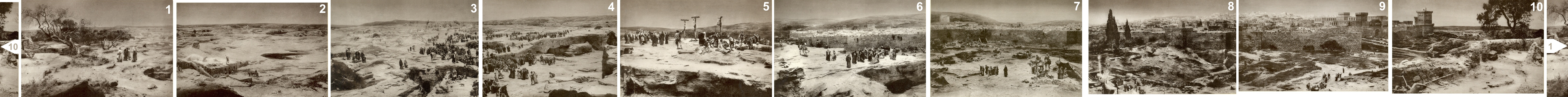
Десять фрагментів панорами

Пігльгайн створив кілька копій панорами, причому склад митців змінювався при роботі над конкретними копіями, але загальний вигляд був схожим. До наших днів збереглося лише кілька (одна з них — у Циклорамі у Сент-Анн-де-Бопре, Квебек, Канада). Одна з копій була втрачена у зруйнованому Всесвітньому торговому центрі Нью-Йорка у 2001 році.